# Deli (utwór muzyczny Mor ve Ötesi)
Deli – utwór tureckiego zespołu muzycznego Mor ve Ötesi wydany 15 lutego 2008 oraz umieszczony na EP-ce muzyków pt. Başıbozuk (2008). Utwór został napisany przez napisany przez członków grupy: Haruna Tekina, Kerema Kabadayı, Buraka Güvena i Kerema Özyeğena.
W 2008 utwór reprezentował Turcję podczas 53. Konkursu Piosenki Eurowizji organizowanego w Belgradzie. 22 maja pomyślnie przeszedł przez półfinał, w finale zajął siódme miejsce po zdobyciu 138 punktów, w tym maksymalnej noty 12 punktów z Azerbejdżanu.

## Lista utworów
CD single
1. „Deli” – 3:00